# 拳壇奇蹟
拳壇奇蹟（日语：キンシャサノキセキ），是在澳洲出生的日本純種競賽馬匹。生涯稱霸短途賽事，並曾於2010及2011年連霸高松宮紀念。

## 出賽前
2003年9月24日出身於澳洲Arrowleave Joint Venture，成長途中被社台集團旗下北部牧場負責人吉田勝己之妻吉田和美購入並引入日本，被轉移至宮城縣山元町山元訓練中心繼續成長。
其後交由美浦訓練中心練馬師堀宣行訓練。

## 競賽生涯

### 2歲
2005年12月原定出戰一場1600米的2歲新馬戰，但被排出出賽名單之外。因而陣營改變計劃，安排其出戰12月3日中山競馬場的2歲新馬，由五十嵐冬樹策騎，於比賽中以中團位置搭配直路加速輕鬆獲勝。

### 3歲
2006首戰爲公開賽青年盃，由柴山雄一策騎。比賽開始後，處於第12檔最外邊的檔位，加上發生漏閘事件，因而導致其需要於後方追趕。進入直路後，其以超高的加速度開始衝刺，追擊比賽初段以快步速快放的Admire Carib，兩駒於終點線前呈現平頭姿態，並同一時間衝線。最終於照片判定下，拳壇奇蹟以鼻位壓過對手，再次獲得冠軍。
2月25日出戰雅靈頓盃，爲其首次出戰分級賽。比賽開始後，其和其他馬匹有些微碰撞，加上於第二彎道處於外檔的不利位置，令其於比賽途中阻滯重重，最終以第六名完賽。
4月2日出戰公開賽木茼蒿錦標，雖然獲得第一人氣，但最終以第四落敗。
5月7日出戰NHK一哩賽，本次比賽面對朝日盃未來錦標冠軍李察靈駒、新西蘭盃冠軍Mainer Scherti及其他有力對手，僅獲得第六人氣。比賽開始後，其於中團位置推進，並以外檔位置進入直路。進入直路後，其展現出不遜於李察靈駒的末腳速度並超越對方。此時，內欄位置的Logic及精雕微琢亦開始加速，而拳壇奇蹟開始表現出些微失速姿態，最終被兩駒超越，獲得第三。
夏季放草完畢後，其於10月7日出戰秋季首戰愛爾蘭盃，獲得第四。
11月5日出戰桂川錦標，直路上由中團位置加速並展現優勢的末腳，最終超越對手之餘更以3馬位優勢奪得第三個冠軍。
其後出戰一哩冠軍賽，將和一種優秀年長馬匹決戰嘅，但最終獲得第五，未能絕對發揮其表現。

### 4歲
2007年首戰爲京都金盃，雖然獲得第一人氣，但於直路上未能進一步加速而獲得第六。
其後出戰阪急盃，再次於獲得第一人氣的情況下落敗，以第四完賽。賽後，其被腳部受到碎石輕微挫傷，因而被送往山元訓練中心短暫休養。
休養完畢後於4月29日出戰谷川岳錦標，由藤田伸二策騎。比賽途中成功進佔有利位置，並於直路上成功加速衝出，最終以3/4馬位優勢獲勝。
夏季放草過後，於9月9日出戰人馬錦標，獲得第一人氣。比賽開始後，其處於中團位置，並於進入直路後開始加速。可惜，由於比賽初段領放的Sans Adieu經已建立龐大優勢，其於未能追上對手的情況下再被後方的櫻花盛開超越，最終獲得第三。
11月23日返回一哩戰線，出戰公開賽首都錦標。比賽開始後，其於前方較外檔的有利位置推進，並於進入直路後衝出。直路中段，一直處於後方的氣墊快駒開始衝刺，但拳壇奇蹟成功保持領先，最終以3/4優勢獲得冠軍。

### 5歲
2008年如同上年度一樣首戰爲京都金盃。比賽開始後，雖然其處於先頭的位置推進，但於第三彎道被阻擋無法衝出，最終於直線勢頭減弱獲得第十。
3月2日出戰阪急盃，獲得第二人氣。本次比賽未能發揮表現，以第六名衝線，但由於賽後審議認爲第五名衝線的Maruka Phoenix外閃斜行之行爲存在犯規，因而判處其降至第十二名，拳壇奇蹟得得以遞補成爲第五。
由於於以上比賽的失利，陣營開始考慮安排其出戰1200米的賽事，並以春季短途王者決定戰高松宮紀念作爲目標。
然而高松宮紀念前一星期，其再次被碎石挫傷，因而陣營決定減緩其訓練，並讓其佩戴特製的蹄鐵進行輕微斜坡衝刺作調整。
3月30日於倉促之下按照計劃出戰高松宮紀念，並改爲由岩田康誠策騎。比賽開始後，其處於先頭有利位置，並以領放的桂冠戰士作爲目標追走。通過最後彎道前，桂冠戰士開始失速，李察靈駒則取代其領先位置。進入直路後，其開始發力發揮自身優秀的末腳速度，並於最後100米趁李察靈駒失速進佔領先的位置。但是，後方的精雕微琢此時以凌厲的速度衝刺，並於終點線前成功追上其，兩駒以平頭姿態衝線，最終拳壇奇蹟以頸位落敗，與一級賽頭銜擦身而過。
其後又一次受到碎石的挫傷，因而再次進入放草。
放草完畢後，其出戰7月6日的函館短途錦標作爲夏季賽事的熱身。比賽開始後，其於前方的有利位置推進。進入直路後，由於半場比賽步速偏快，對領放馬不利下前方的兩匹賽駒均相繼失速，拳壇奇蹟開始進佔先頭，以獨走姿態拋離後方。直路進行日一半過後，後方的Tosho Courage開始逼近，此時拳壇奇蹟再次暴露出其比賽不集中的弱點，開始有減速的跡象。但本次比賽騎師岩田成功控制其動作，令其盡力保持速度，最終於終點線前以頸爲壓過對手，以1分8.4秒的破紀錄時間獲得首個分級賽冠軍。
其後再次前往山元訓練中心短暫放草，然後返回函館競馬場出戰8月31日的堅蘭盃。比賽開始係屋，其於中團內檔推進，無視前方加登快駒的領放，進入直路後，處於前方的Tanino Martini開始發力衝出，超越領放的加登快駒，而拳壇奇蹟則於後方衝刺。最終，Tanino Martini成功保持直路中段所建立的領先優勢爆冷奪冠，拳壇奇蹟則未能追上前方兩駒獲得第三。
10月5日出戰短途馬錦標，再次和鈴鹿鳳凰及精雕微琢決戰，本次比賽亦有此前於CBC賞及北九州紀念奪冠的短途超新星不眠之夜等其他對手。比賽開始後，其成功搶佔有利位置於中團位置推進，並以相同節奏通過最後彎道。進入直線後，其嘗試末腳逼近前方的不眠之夜但未成功，最終以1 1/4馬位差距再次於一級賽冠軍失之交臂。
由於其於夏季連續出戰比賽，賽後出現過度勞累的狀態，因而此戰過後其進入了長達半年的休養，以調整狀態。

### 6歲
休養過後於2009年3月7日出戰海洋錦標，爲高松宮紀念作熱身，但因爲未能於直路上加速而以第十完賽。
3月29日出戰高松宮紀念，雖然獲得第五人氣，但再次以第十大敗。

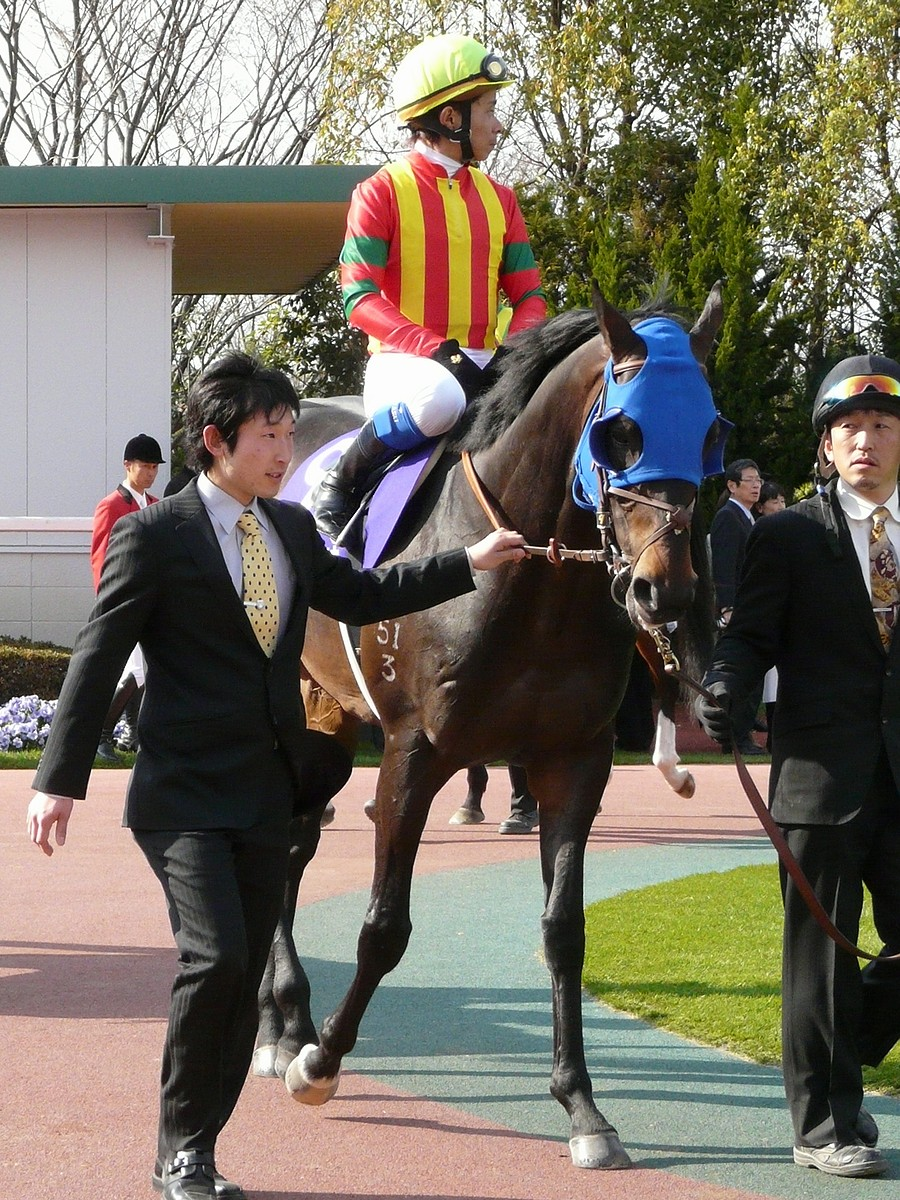
高松宮紀念亮相圈

賽後其被轉移至到山元訓練中心長期休養，並於該地重新調整狀態，希望可以改善春季賽事的大敗。
10月4日出戰短途馬錦標，改爲由三浦皇成策騎。比賽途中由於於第三彎道和其他馬匹有碰撞，因而其後的節奏受到影響，最終以生涯最差的第十二名完賽。
其後增程出戰天鵝錦標，由於其隨着年齡增長導致脾氣變得暴躁，因而陣營決定安排來日客串、善於安撫馬匹的蘇銘倫策騎，並安排其面罩。比賽開始後，其於前方的有利位置追趕領放的Meiner Rainier，並以穩定的節奏進入最後直路。進入直路後，其和同樣處於先頭的Early Robusto一同衝出，兩駒隨即展開爭奪領先位置的決鬥。最終，兩駒同時衝過終點，但拳壇奇蹟以頸位壓過對手，奪得時隔1年4個月的勝利，亦爲騎師蘇銘倫奪得首個日本中央分級賽冠軍。

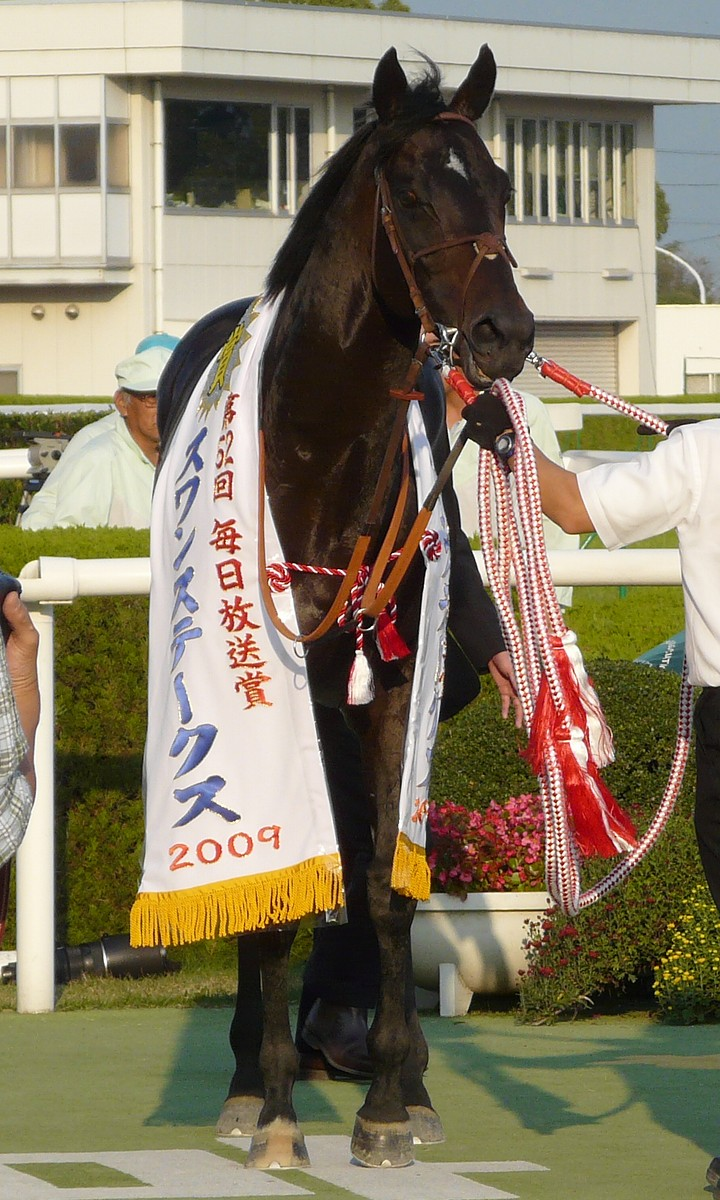
天鵝錦標頒獎儀式

12月20日出戰阪神盃，由同樣來日客串的杜滿萊策騎。比賽開始後，雖然其有漏閘的表現，但亦成功進佔後方有利位置追走。通過第三彎道時，騎師杜滿萊指揮其向外檔移動，並於後方的位置通過最後彎道。進入直路後，其處於前方無任何馬匹的位置，因而成功一舉發力衝刺，於直路中段取得領先。雖然其後Premium Box及聖卡羅加速追趕，但其成功保持領先位置，再次以破紀錄的1分20.4秒取得分級賽冠軍。
其後陣營決定來年目標依然爲高松宮紀念，並安排其前往山元訓練中心放草休養。

### 7歲
2010年年初出戰海洋錦標，爲高松宮紀念作爲熱身。本次比賽，其將和過往三屆的盟主I'll Love Again、Premium Box及都市魅力決戰。比賽開始後，其因爲處於3檔的內欄位置，因而選擇於內欄後方推進，並以第五通過最後彎道。進入直路後，其發揮末腳衝刺，追趕率先衝出的榮進起舞，並於終點線前超過對方，成功達成分級賽三連勝。
3月28日第三度出戰高松宮紀念，由於上年度稱霸春秋短途賽的桂冠戰士遠征阿聯酋，加上原本決定出戰的香港短途錦標冠軍蓮華生輝因腹絞痛而避戰，因而拳壇奇蹟成爲第一人氣的賽駒。比賽開始後，其再次因漏閘以進入不利局面，因而處於中團位置推進，並無視前方意圖製造快步速的領放馬Seven Sea Queen。進入直路後，其由外檔位置加速衝刺，進佔領先的位置。然而此時直路尚未進行至一半，高步速加上拳壇奇蹟本身處於先頭位置便會減速的壞習慣導致其處於不利的局面。以於其領先的同時，內檔的天涯海角、後方的聖卡羅及外檔的加登快駒和榮進快蹄亦開始加速衝刺。但是拳壇奇蹟仍然保持速度抵擋後方馬匹的追擊，最終其和加登快駒同時衝線，於照片判定下拳壇奇蹟成功以鼻位的細微優勢贏過對手，奪得首個一級賽事冠軍。此次比賽創下不少紀錄，包括首次有南半球馬匹奪得日本中央一級賽冠軍，其亦爲高松宮紀念首次有7歲或以上的賽駒奪冠，此外其亦成爲計2002年之後首次有關東馬（來自美浦訓練中心的賽駒）勝出高松宮紀念。陣營方面，騎師四位洋文繼1998年策騎新光森林後再次勝出高松宮紀念，以練馬師堀宣行更成功奪得首個日本中央一級賽頭銜。
賽後，陣營經過考慮其短途實力，決定避戰安田紀念，安排其前往山元訓練中心放草，備戰秋季的賽事。
進入秋季後，陣營將目標定位秋季短途王者決定戰短途馬錦標，並出戰前哨戰人馬錦標。然而於其到達賽場後，被診斷出有腹絞痛的症狀，因而陣營決定退賽。
由於其本次腹絞痛並不嚴重，輕微調整過後出戰10月3日的短途馬錦標，將和上年度短途王者桂冠戰士及一堆香港代表綠色駿威和極奇妙等一衆對手決戰。比賽開始後，前方的極奇妙隨即展開領放，而其則處於中團位置追走。進入直路後，雖然其發揮末腳於大外檔開始發力加速，但未能阻止極奇妙一放到底，最終以第三名衝線。而賽後審議指出第二名衝線的衝鋒駿驥存在斜行犯規行爲，因而被判罰降至第四名，拳壇奇蹟得以遞補成爲第二。
11月21日出戰一哩冠軍賽，爲其時隔2年10個月後再次出戰一哩賽事，但本次比賽其並未發揮良好表現，以第十三大敗。
其後出戰阪神盃，再次由來日客串的蘇銘倫策騎。比賽開始後，雖然其漏閘但亦成功進佔有利位置，並以第四通過最後彎道。進入直路後，其於外檔向前方領放馬赤劍逼近，並於終點線前超越對手，以頸位優勢獲勝。此次比賽其不但達成史上首次阪神盃連霸，亦以1分20.3秒的時間打破上年度由自身樹立的紀錄。

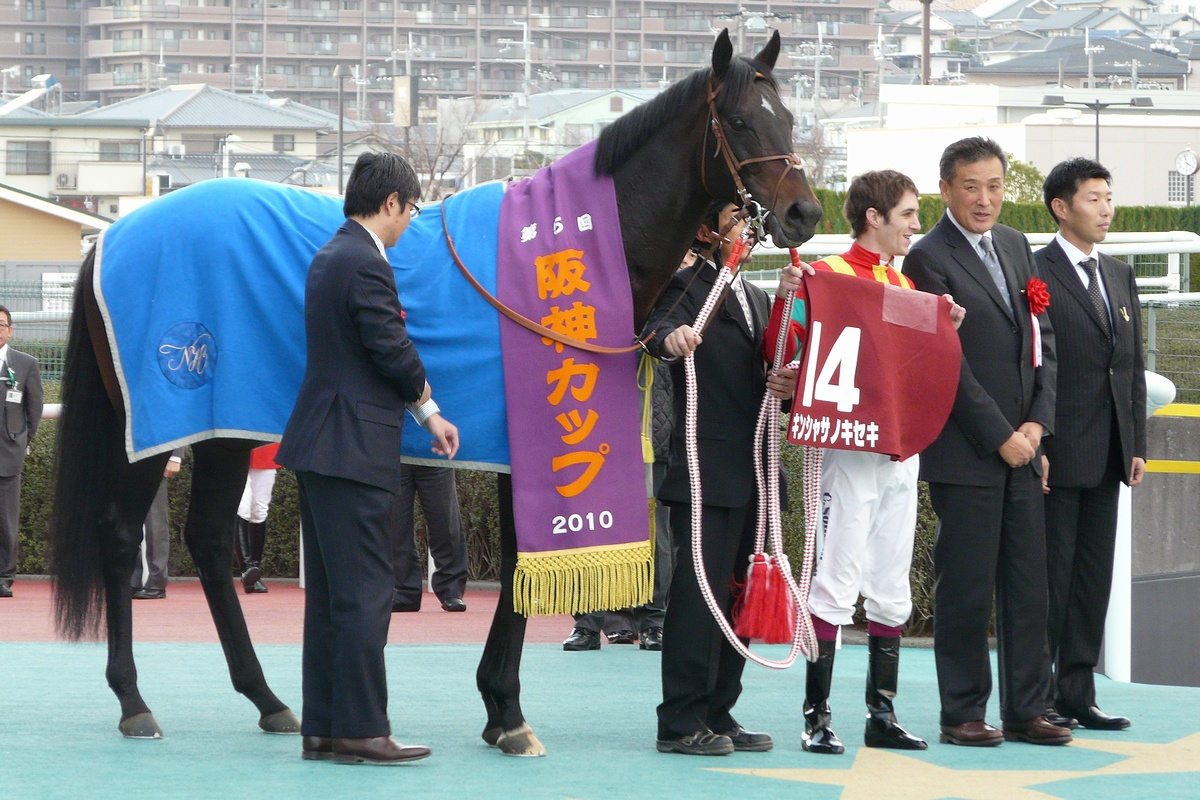
阪神盃頒獎儀式

年末，由於其勝出高松宮紀念及於短途馬錦標獲得第二，因而於評選中以257票當選最佳短途馬，但於最佳4歲以上雄馬則大比數敗給中山慶典。

### 8歲
2011年仍然未退役，並於3月5日出戰海洋錦標，由來日客串的李寶利策騎。比賽開始後，其處於後方位置，並於進入直路後衝出，雖然成功超越赤劍，但未能追上衝鋒駿驥，獲得亞軍。
3月27日出戰高松宮紀念，由於中京競馬場正在改裝，因而時隔18年再次移師至阪神競馬場舉行。比賽開始後，其有內欄進佔有利位置，並於前方進行推進。接近第三彎道的時候，同樣處於先頭部隊的衝鋒駿驥內閃搶佔位置，和處於內欄的拳壇奇蹟及咖啡寶有些微碰撞，而因爲此碰撞拳壇奇蹟被迫減速稍爲後移，但於騎師李寶利的控制下，其節奏並未受到太大影響。進入最後直路後，其不斷加速，於最後100米成功超越衝鋒駿驥並進佔先頭位置。雖然此時聖卡羅、都市魅力及加登快駒由後方位置加速，但其領先優勢並未受到威脅，最終其以1 1/4馬位率先衝線，再次奪得高松宮紀念冠軍。此次勝利，爲史上首次有賽駒連霸高松宮紀念，兼且由於本屆賽事由中京移師至阪神舉行，地形、性質甚至左右轉均不相同，對於對環境極爲敏感的純種馬來說極難適應，因而亦被視爲難度最大的連霸之一。此外，其亦成爲繼櫻花進王後首匹於同一場短途一級賽達成連霸的賽駒，亦爲繼櫻花進王、花公園、多樂星、信念及桂冠戰士後第六匹贏得兩次短途一級賽的賽駒。其以8歲之齡奪得中央一級賽冠軍亦追平了2009年結伴行及上年度極奇妙的紀錄。

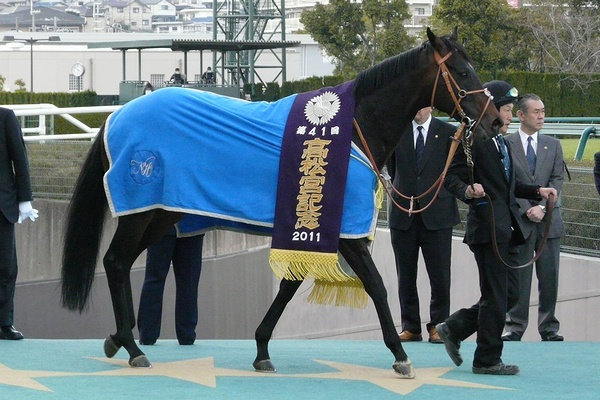
高松宮紀念頒獎儀式

此戰賽後，馬迷原本期待其繼續出戰秋季的短途馬錦標甚至遠征，但陣營於翌日隨即宣佈安排其退役。陣營對此解釋爲不希望其因爲繼續冒着年老風險出戰而影響其作爲配種馬的前途，而且此時其父系富士奇蹟由配種馬退役，其有望擔當代替其父系配種馬的角色，因而須要於配種季前退役休養。

### 詳細賽績
| 日期       | 舉辦國家 | 馬場 | 距離   | 級別   | 賽事名稱     | 負重 | 騎師       | 馬號 | 出馬 | 名次 | 時間   | 頭馬（二馬）                |
| ---------- | -------- | ---- | ------ | ------ | ------------ | ---- | ---------- | ---- | ---- | ---- | ------ | --------------------------- |
| 3/12/2005  | 日本     | 中山 | 草1200 |        | 2歲新馬      | 52   | 五十嵐冬樹 | 5    | 12   | 1    | 1:11.7 | （Yakumo Cat）              |
| 5/1/2006   | 日本     | 中山 | 草1600 | OP     | 青年盃       | 54   | 柴山雄一   | 12   | 12   | 1    | 1:33.6 | (Admire Carib)              |
| 25/2/2006  | 日本     | 阪神 | 草1600 | GIII   | 雅靈頓盃     | 54   | 柴山雄一   | 14   | 15   | 6    | 1:35.8 | 俊小子                      |
| 2/4/2006   | 日本     | 阪神 | 草1400 | OP     | 木茼蒿錦標   | 55   | 武豐       | 4    | 11   | 4    | 1:26.6 | 松岡世界                    |
| 7/5/2006   | 日本     | 東京 | 草1600 | GI     | NHK一哩賽    | 55   | 安藤勝己   | 15   | 18   | 3    | 1:33.4 | Logic                       |
| 7/10/2006  | 日本     | 東京 | 草1600 |        | 愛爾蘭盃     | 54   | 安藤勝己   | 4    | 16   | 4    | 1:33.6 | Nishino Nurse Call          |
| 5/11/2006  | 日本     | 京都 | 草1400 |        | 桂川錦標     | 55   | 安藤勝己   | 3    | 15   | 1    | 1:19.4 | （Spinning Noir）           |
| 19/11/2006 | 日本     | 京都 | 草1600 | GI     | 一哩冠軍賽   | 55   | 秋山真一郎 | 14   | 18   | 5    | 1:33.2 | 大和主將                    |
| 6/1/2007   | 日本     | 京都 | 草1600 | GIII   | 京都金盃     | 55   | 安藤勝己   | 14   | 16   | 6    | 1:34.3 | 礦物奇趣                    |
| 25/2/2007  | 日本     | 阪神 | 草1400 | GIII   | 阪急盃       | 55   | 柏兆雷     | 7    | 16   | 4    | 1:20.7 | Precise Machine 榮進特快[a] |
| 29/4/2007  | 日本     | 新潟 | 草1400 | OP     | 谷川岳錦標   | 55   | 藤田伸二   | 3    | 16   | 1    | 1:20.1 | （Peer Gynt）               |
| 9/9/2007   | 日本     | 阪神 | 草1200 | GII    | 人馬錦標     | 57   | 藤田伸二   | 11   | 16   | 3    | 1:07.9 | Sans Adieu                  |
| 23/11/2007 | 日本     | 東京 | 草1600 | OP     | 首都錦標     | 56   | 藤田伸二   | 18   | 18   | 1    | 1:32.8 | （氣墊快駒）                |
| 5/1/2008   | 日本     | 京都 | 草1600 | GIII   | 京都金盃     | 57   | 藤田伸二   | 8    | 16   | 10   | 1:34.3 | 榮進代表                    |
| 2/3/2008   | 日本     | 阪神 | 草1400 | GIII   | 阪急盃       | 56   | 安藤勝己   | 10   | 16   | 5    | 1:21.3 | 桂冠戰士                    |
| 30/3/2008  | 日本     | 中京 | 草1200 | GI     | 高松宮紀念   | 57   | 岩田康誠   | 10   | 18   | 2    | 1:07.1 | 精雕微琢                    |
| 6/7/2008   | 日本     | 函館 | 草1200 | JpnIII | 函館短途錦標 | 56   | 岩田康誠   | 6    | 16   | 1    | 1:08.4 | （東商勇者）                |
| 21/8/2008  | 日本     | 札幌 | 草1200 | JpnIII | 堅蘭盃       | 56   | 岩田康誠   | 2    | 16   | 3    | 1:08.1 | Tanino Martini              |
| 5/10/2008  | 日本     | 中山 | 草1200 | GI     | 短途馬錦標   | 57   | 岩田康誠   | 15   | 16   | 2    | 1:08.2 | 不眠之夜                    |
| 7/3/2009   | 日本     | 中山 | 草1200 | GIII   | 海洋錦標     | 57   | 岩田康誠   | 9    | 16   | 10   | 1:09.5 | 都市魅力                    |
| 29/3/2009  | 日本     | 中京 | 草1200 | GI     | 高松宮紀念   | 57   | 岩田康誠   | 9    | 18   | 10   | 1:08.8 | 桂冠戰士                    |
| 4/10/2009  | 日本     | 中山 | 草1200 | GI     | 短途馬錦標   | 57   | 三浦皇成   | 4    | 16   | 12   | 1:07.9 | 桂冠戰士                    |
| 31/10/2009 | 日本     | 京都 | 草1400 | GII    | 天鵝錦標     | 57   | 蘇銘倫     | 12   | 18   | 1    | 1:20.3 | （Early Robusto）           |
| 20/12/2009 | 日本     | 阪神 | 草1400 | GII    | 阪神盃       | 57   | 杜滿萊     | 2    | 18   | 1    | 1:20.4 | （寶箱） （聖卡羅）[a]      |
| 6/3/2010   | 日本     | 中山 | 草1200 | GIII   | 海洋錦標     | 58   | 四位洋文   | 3    | 16   | 1    | 1:09.8 | 榮進起舞                    |
| 28/3/2010  | 日本     | 中京 | 草1200 | GI     | 高松宮紀念   | 57   | 四位洋文   | 6    | 18   | 1    | 1:08.6 | （加登快駒）                |
| 12/9/2010  | 日本     | 阪神 | 草1200 | GII    | 人馬錦標     | 59   | 四位洋文   | 2    | 15   | 退賽 | 退賽   | 衝鋒駿驥                    |
| 3/10/2010  | 日本     | 中山 | 草1200 | GI     | 短途馬錦標   | 57   | 四位洋文   | 14   | 16   | 2    | 1:07.6 | 極奇妙                      |
| 21/11/2010 | 日本     | 京都 | 草1600 | GI     | 一哩冠軍賽   | 57   | 莫雅       | 17   | 18   | 13   | 1:32.5 | 榮進快蹄                    |
| 18/12/2010 | 日本     | 阪神 | 草1400 | GII    | 阪神盃       | 57   | 蘇銘倫     | 14   | 17   | 1    | 1:20.3 | （赤劍）                    |
| 5/3/2011   | 日本     | 中山 | 草1200 | GIII   | 海洋錦標     | 59   | 李寶利     | 10   | 16   | 2    | 1:07.9 | 衝鋒駿驥                    |
| 27/3/2011  | 日本     | 阪神 | 草1200 | GI     | 高松宮紀念   | 57   | 李寶利     | 4    | 16   | 1    | 1:07.9 | （聖卡羅）                  |

a 此兩駒最終被判定同時衝線。

## 退役後
退役後，拳壇奇蹟成爲了配種馬，於北海道安平町社台Stallion Station休養，於2011年進行配種。首批子嗣於2012年出生。首批子嗣可於2014年出賽。2015年9月6日，逃學修治於小倉兩歲錦標獲勝，成爲首匹於分級賽取勝的子嗣。
2022年由配種馬退役，以功勞馬身份進行養老生活。

### 主要子嗣

#### 分級賽優勝子嗣
2013年生
- 逃學修治（小倉兩歲錦標、阪神盃）

2014年生
- 名聞遐邇（京王盃兩歲錦標）
- Success Energy（埼玉盃、杜若紀念、黑船賞、埼玉電視盃橢圓短途錦標、兵庫金盃、東京盃）

2015年生
- Beluga（夢幻錦標）
- Hiraboku la Tache（佐賀紀念）
- Kemono、前稱Cassius（函館兩歲錦標）

2016年生
- Daishin Clover（京都跳欄賽）

2017年生
- 蘊藏豐富（春季錦標）
- Luftstrom（新西蘭盃）

2020年生
- Rivara（夢幻錦標）

## 血統簡介
父系富士奇蹟爲日本賽駒，生涯出戰四場賽事全勝，包含一級賽朝日盃三歲錦標，曾被看好可以達成無敗三冠的偉業，但於彌生賞後因傷退役，因而被稱爲「幻之三冠馬」。祖父週日寧靜爲美國三冠賽雙冠馬，退役後在日本配種，其子嗣贏得巨額獎金，連續12年成為日本冠軍種馬。
母系Keltshaan爲美國馬匹，無出賽紀錄。外祖父Pleasant Colony爲美國賽駒，生涯戰績不俗，亦爲美國三冠雙冠馬。

### 血統表
| 父線：週日寧靜系（Halo系）        |                                  |                |                 |
| 種馬 富士奇蹟 1992年（棕色）      | 週日寧靜 1996年（棕色）          | Halo           | Hail to Reason  |
| 種馬 富士奇蹟 1992年（棕色）      | 週日寧靜 1996年（棕色）          | Halo           | Cosmah          |
| 種馬 富士奇蹟 1992年（棕色）      | 週日寧靜 1996年（棕色）          | Wishing Well   | Understanding   |
| 種馬 富士奇蹟 1992年（棕色）      | 週日寧靜 1996年（棕色）          | Wishing Well   | Mountain Flower |
| 種馬 富士奇蹟 1992年（棕色）      | Millracer 1983年（棗色）         | Le Fabuleux    | Wild Risk       |
| 種馬 富士奇蹟 1992年（棕色）      | Millracer 1983年（棗色）         | Le Fabuleux    | Anguar          |
| 種馬 富士奇蹟 1992年（棕色）      | Millracer 1983年（棗色）         | Marston's Mill | In Reality      |
| 種馬 富士奇蹟 1992年（棕色）      | Millracer 1983年（棗色）         | Marston's Mill | Millicent       |
| 繁殖雌馬 Keltshaan 1994年（棗色） | Pleasant Colony 1978年（深棗色） | His Majesty    | 里博            |
| 繁殖雌馬 Keltshaan 1994年（棗色） | Pleasant Colony 1978年（深棗色） | His Majesty    | Flower Bowl     |
| 繁殖雌馬 Keltshaan 1994年（棗色） | Pleasant Colony 1978年（深棗色） | Sun Colony     | Sunrise Flight  |
| 繁殖雌馬 Keltshaan 1994年（棗色） | Pleasant Colony 1978年（深棗色） | Sun Colony     | Colonia         |
| 繁殖雌馬 Keltshaan 1994年（棗色） | Featherhill 1978年（棗色）       | 利法爾         | 北地舞人        |
| 繁殖雌馬 Keltshaan 1994年（棗色） | Featherhill 1978年（棗色）       | 利法爾         | Goofed          |
| 繁殖雌馬 Keltshaan 1994年（棗色） | Featherhill 1978年（棗色）       | Lady Berry     | Violon d'Ingres |
| 繁殖雌馬 Keltshaan 1994年（棗色） | Featherhill 1978年（棗色）       | Lady Berry     | Moss Ross       |
| 雌系：號族：14                    |                                  |                |                 |
| 五代內近親交配：無                |                                  |                |                 |

## 命名由來
名字Kinshasa no Kiseki（キンシャサノキセキ）是日语，意思為「的奇蹟」，出自日本對1974年10月30日於扎伊爾（今民主剛果）首都金沙薩由對決拳王阿里的重量级西洋拳比賽之通稱，亦有繼承父系富士奇蹟名字之意圖，香港則取其含意，翻譯為「拳壇奇蹟」。

## 外部連結
- 拳壇奇蹟 netkeiba.com （页面存档备份，存于）
- 血統表 （页面存档备份，存于）